# Cột Igel
Cột Igel (tiếng Đức: Igeler Säule) là một cột đá sa thạch La Mã đa tầng nằm tại đô thị Igel, Trier, Đức. Nó là một tượng đài chôn cất của gia đình thương nhân vải Secundinii có niên đại từ năm 250 sau Công nguyên.
Với chiều cao 30 mét (98 ft), đỉnh của nó là hình của thần Jupiter và Ganymede. Cột có thể được chia thành bốn tầng nằm trên một đài tương đối thấp. Các tầng được phân chia bởi những gờ nổi. Ở mỗi một tầng là thức cột Corinth được trang trí và hỗ trợ bởi dầm đầu cột, trong khung là những bức phù điêu tinh xảo. Các bức phù điêu là một đám rước gồm sáu người nông dân đem theo nhiều đồ mừng khác nhau cho gia chủ ngôi nhà nhận ở cừa vào. Hình ảnh của đồ mừng bao gồm thỏ rừng, hai con cá, một đứa trẻ, một con lươn, một con gà trống và một giỏ trái cây.
Cột Igel đã được UNESCO công nhận là Di sản thế giới như là một phần của Các tượng đài La Mã, Nhà thờ Thánh Peter và Nhà thờ Giáo hội Đức Mẹ tại Trier. Qua các bức tranh và bản khắc nó đã thể hiện nhiều khoảng thời gian. Một bản sao đa sắc của nó đã được đặt ở trung tâm của bảo tàng khảo cổ học Trier.